# Кафедральный собор святого Илии и святого Григория Просветителя
Кафедральный собор святого Илии и святого Григория Просветителя (арм. Սուրբ Եղիա և Սուրբ Գրիգոր Լուսավորիչ եկեղեցի) — самый главный (кафедральный) собор Армянской католической церкви. Находится в городе Бейрут в Ливане.

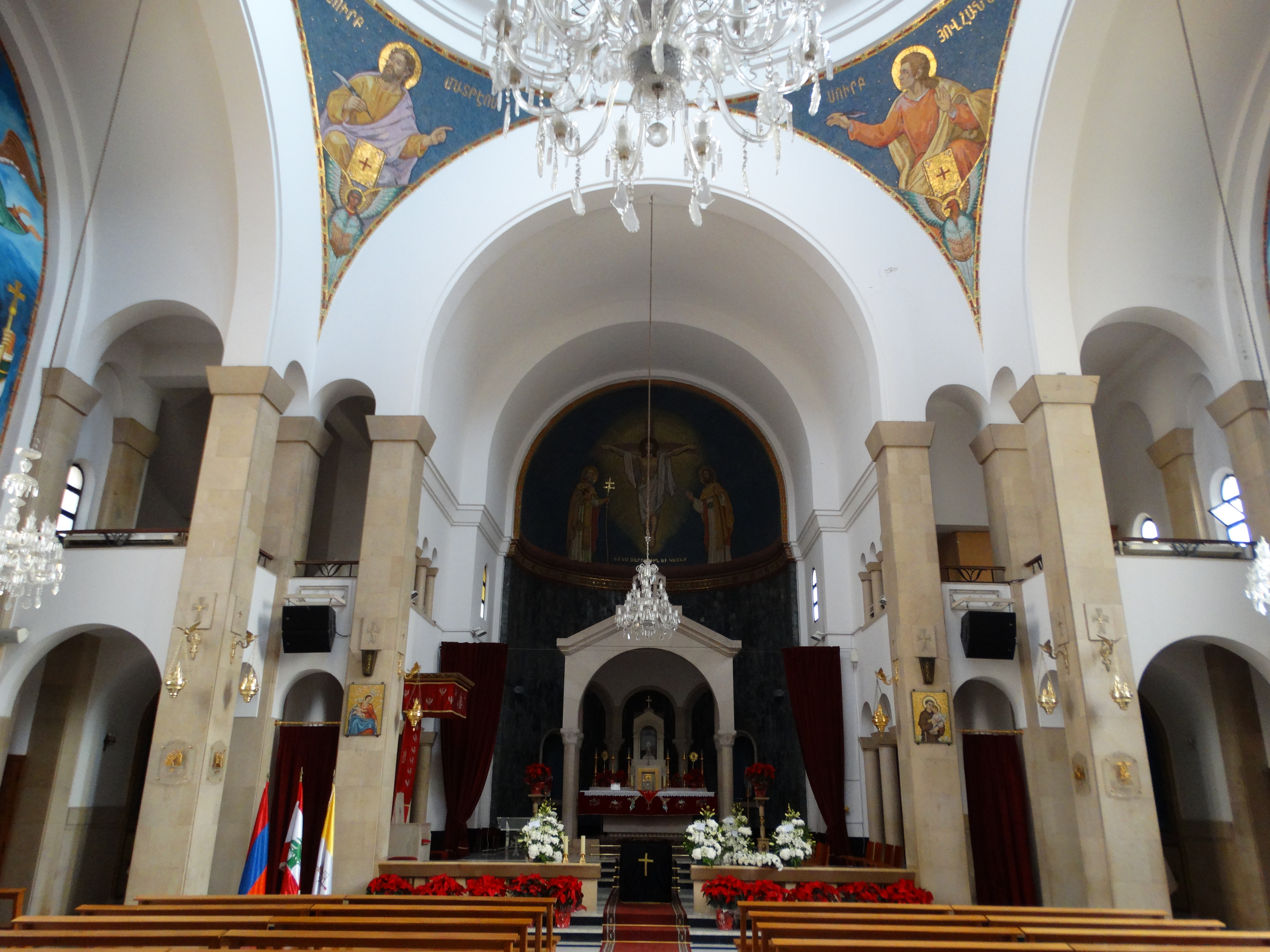
Интерьер собора

## Информация

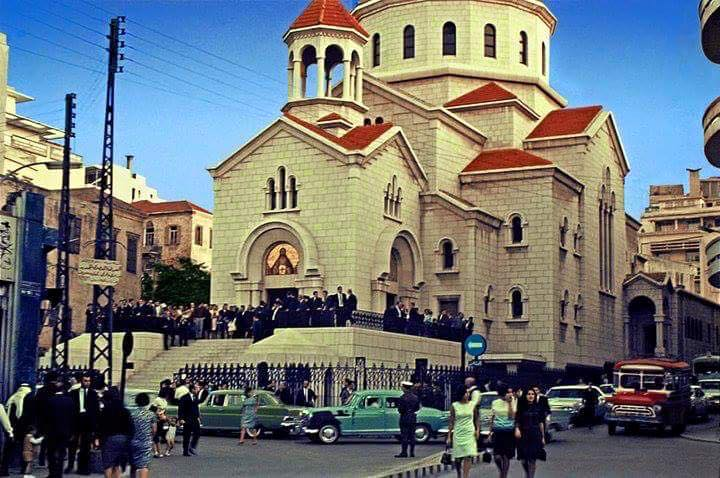
Фотография 1966 года

Строительство началось в 1928 году. Строительство финансировал Папа Римский Пий XI.
Собор с самого начала задумывался как кафедральный. На данный момент он является главным собором Армянской католической церкви и кафедральным собором Архиепархии Бейрута.
Архитектура храма отражает некоторые изменения по сравнению с традиционной армянской архитектурой, получившей художественное вдохновение из Рима.